# 龍岡戰鬥
龍岡戰鬥發生於1930年12月28日、12月30日，地點則是在中國江西龍岡。是第一次国共内战前期主要戰鬥之一，交戰一方為国民革命军之18師，另一方則為中国工农红军紅五軍、红八军、红十二军。戰鬥末了，國軍52及53旅全軍覆沒陣亡，師長張輝瓚被红军寻淮洲部俘虏，后被殺害。

## 戰役過程
1930年12月29日，魯滌平下達進攻令後，張輝瓚為了邀功，不顧其他國軍位置，與公秉藩約定公秉藩28師向約溪，張輝瓚18師向龍岡移動，以期與左翼部隊會同，尋求殲滅紅軍主力。12月29日，公秉藩28師先頭一旅向約溪前進，其餘由富田繼續前進；張輝瓚18師則以其下第54旅（旅長朱耀華）留守東固，第52旅（旅長戴岳）、第53旅（旅長王捷俊）和師部進佔龍岡、表湖地區，準備對紅軍實三面包圍行。當日張輝瓚收到譚道源求救電報後，否決了戴岳18師在龍岡停留一天，等待會合第28師和第54旅再馳援譚師的建議，判定紅軍尚在百里之外，不足為慮，決定次日清晨向君埠前進。此時紅一方面軍獲悉張輝瓚率18師師部和兩個旅離開了東固，向龍岡前進，立即決定轉而攻擊18師。

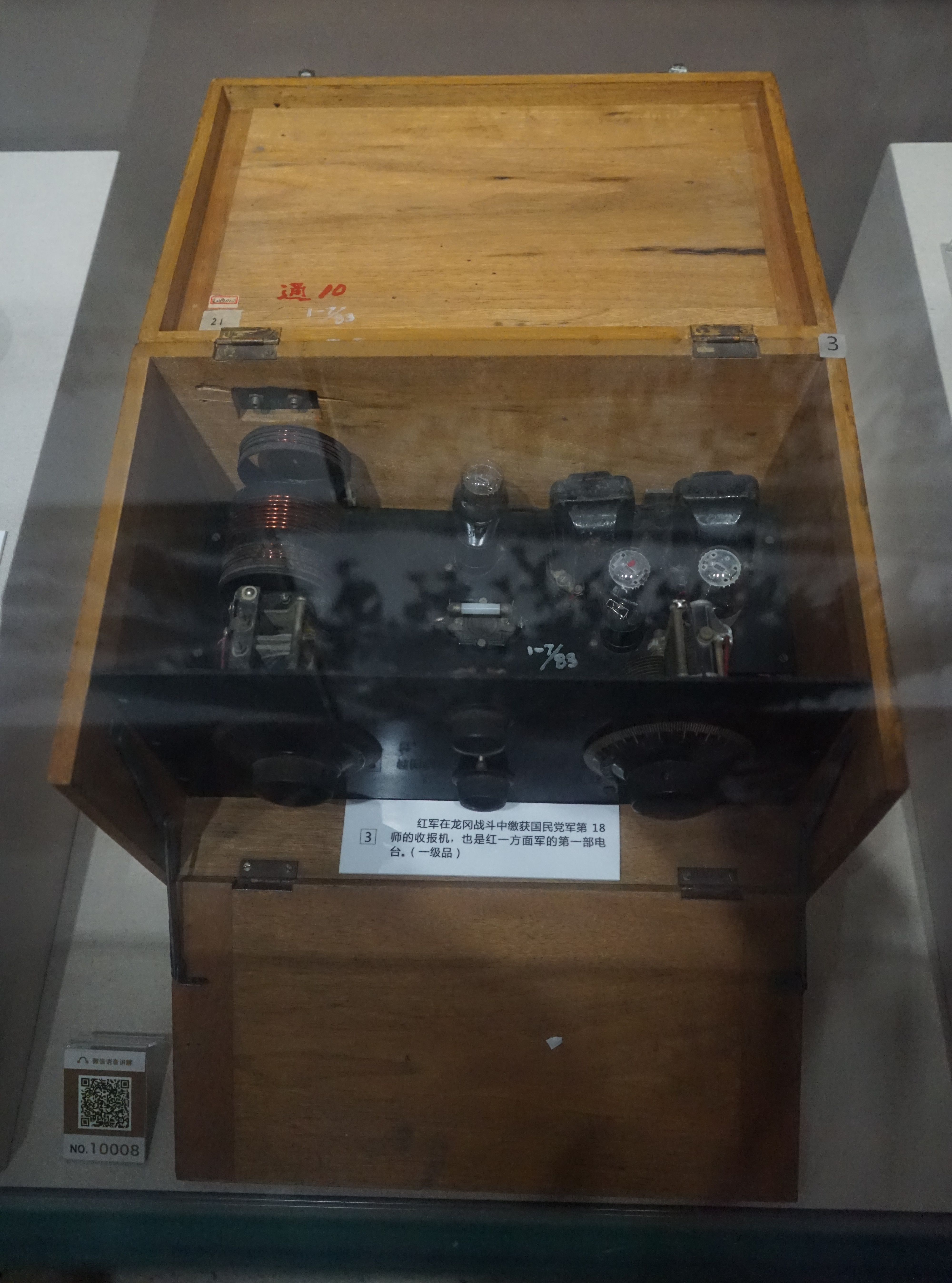
红军在龙冈战斗中缴获的国军第18师的收报机，也是红一方面军第一部电台。

12月30日清晨4點，紅三軍第7軍在小別村的小拱橋遭遇張18師52旅先鋒團黃團，在擊退先鋒團後，乘勝向龍岡方向前進。52旅的黃團和李團在小別村之西阻止紅7師的前進，雙方激戰2個小時多。紅三軍團下令跟前的紅八師、紅九師向兩翼迂回，52旅兩個團兵力亦完全展開，向左右伸延，前紅軍猛攻，戰鬥呈現膠著狀態。中午12點，紅十二軍突然從52旅左側後方向旅展開攻擊。52旅旅長戴岳急電向張輝瓚求援。由於張輝瓚所率的53旅及師部均在龍岡，與戴旅相隔約4公里，於是急電命53旅陳團馳援，但僅推進2公里，未加入第一線。張又電令東固的54旅經南龍馳援，第28師向龍岡迂回。但此二部在途中即被紅軍地方部隊阻擊，無法前進。此時，紅四軍和紅三軍團趕到，向龍岡斜插過去，越過紅十二軍陣地，切斷了張18師師部和東固第54旅的聯略，完成了對張18師的包圍。張輝瓚一面下令抵抗，一面急電催援。下午3點，紅軍總部發出總攻令，將張18師壓制在毛家坪、萬功山一帶，張輝瓚企圖分路突圍，但均被紅軍截擊無法成功。紅三軍從正面攻擊直搗張18師部，張18師警衛營見大勢已去，集合全營繳械投降。紅軍經過激烈戰鬥，在當晚全殲張輝瓚師部和2個旅計9000餘人，師長張輝瓚、旅長王捷俊等人全被俘獲。僅52旅旅長戴岳逃出龍岡，潛回南昌。